# Naminapu Maymuru-White
Naminapu "Nami" Maymuru-White (Djarrakpi, 1952) es una artista australiana, perteneciente al pueblo aborigen Yolngu del noreste de Tierra de Arnhem, en el Territorio del Norte de Australia. Su arte representa las songline de su clan, el grupo Maŋgalili, especialmente las estrellas y sus reflejos en los ríos locales. Fue invitada a exponer por primera vez, en la 60.ª Bienal de Venecia, en 2024, como parte de la primera delegación liderada por indígenas australianos.

## Trayectoria
Naminapu Maymuru-White nació en 1952 en Djarrakpi, en el noreste de la Tierra de Arnhem, Territorio del Norte, en el seno del clan Maŋgalili del pueblo aborigen, Yolngu. Tuvo como mentores a su padre Nänyin Maymuru (1918-1969) y a su madre Narritjin Maymuru (1922-1982), ambos importantes representantes de la ley y artistas maŋgalili. Maymuru-White fue una de las primeras mujeres Yolngu a las que se les enseñó a pintar miny'tji (diseños sagrados del clan).
Estudió en la escuela de la misión Yirrkala, después fue vendedora en la tienda de la misión y en la tienda de artesanías y luego trabajó en el banco de su localidad. Se la conoció como "Nami". Se mudó con su familia (marido y niños pequeños) a la tierra natal de Gurka'wuy después de su fundación en 1973. Allí trabajó como maestra en prácticas y después se formó como docente en Yirrkala.
También vivió en Melbourne y Darwin durante algún tiempo con su segundo marido. En 1985 regresó a vivir a Yirrkala, convertida en una comunidad indígena autónoma, con su familia y comenzó a enseñar arte en la escuela local.
Luego trabajó en la tienda de artesanía adjunta a Buku-Larrŋgay Arts y en 1990 fue nombrada curadora del museo de arte adjunto al centro, cargo en el que permaneció hasta 1996.
Además de pintar, Maymuru-White es experta en tallado, serigrafía, tejido, linograbado y batik. Su trabajo anterior consistió principalmente en miny'tyi, pero desarrolló sus propios diseños originales que también se relacionan con la identidad de su clan. Es especialmente conocida por su trabajo que ilustra el concepto Yolngu de Milŋiyawuy, una canción épica que conecta temas terrestres y espirituales. Pinta sobre corteza, larrakitj (postes conmemorativos) y lienzo, utilizando un pincel fino tradicional hecho de cabello humano atado a un pincho de madera, llamado marwat.
La línea de canciones de Milŋiyawuy relata la historia de dos espíritus ancestrales conocidos como Guwak, que viajaron desde la tierra natal de Maŋgalili (200 kilómetros al sur de Yirrkala), bajando por el río Milŋiya, y al llegar a la desembocadura, su embarcación volcó y sus espíritus se transformaron en estrellas, conocidas por los no nativos como la Vía Láctea.
Sus pinturas de la Vía Láctea están hechas con pigmentos de piedra y arcilla en blanco y negro, y están compuestas por las corrientes de las estrellas. La conexión entre los elementos terrenales, espaciales y espirituales refleja la visión del pueblo Maŋgalili, en el que no hay separación entre estos elementos. Reproduce un concepto multidimensional de la naturaleza; el enlace intrínseco entre los mundos ancestrales y los mundos que conviven en el tiempo, el espacio y el lugar a través de las generaciones. Sus cuadros transmiten una energía de capas solapadas que representan el significado cíclico de la vida y la muerte.
Su obra se exhibió en la Galería Nacional de Victoria en 2021, donde presentó su pieza Riŋgitjmi Gapu, profundizando en su concepción del Milŋiyawuy. El título se traduce aproximadamente como 'el río del Cielo y la Tierra', y la obra representa el río Milŋiyawuy, también conocido como el río de la Vía Láctea. Riŋgitjmi Gapu es una obra de arte en vinilo colocada directamente en la entrada de la Galería que permite al público caminar sobre las estrellas que nos unen a todos. En 2022, su obra Milŋiyawuy 7 fue exhibida en el Museo de Arte Contemporáneo de Australia.
Considera que una parte importante de su trabajo es enseñar a los jóvenes su cultura.
Fue invitada a participar por primera vez, en la 60.ª Bienal de Venecia de 2024, como parte de la primera delegación liderada por indígenas australianos. Sus lienzos se exhibieron junto a obras de la artista Wadawurrung, Marlene Gilson y de la artista Kamilaroi y Bigambul, Archie Moore. Maymuru-White al principio no estaba muy entusiasmada con hacer el viaje, pero su nieto de 24 años, el artista musical y trabajador artístico Ngalakan (Billy) Wanambi, la animó, viajaron juntos, y realizó una actuación de Didyeridú como bienvenida en el evento.

## Reconocimientos
- 1996: Premio Telstra de Arte Nacional Aborigen e Isleño del Estrecho de Torres por "Mejor Trabajo en Papel", por Nyapilingu [6]
- 1998: Subcampeón conjunto, Premio Nacional de Arte del Patrimonio Indígena, Premio de Arte de Normandía, por su corteza Maŋgalili [15]
- 2005: Premio Wandjuk Marika 3D Memorial, por los postes conmemorativos de Milŋiyawuy.[6]